# Osip Gabrilovitj

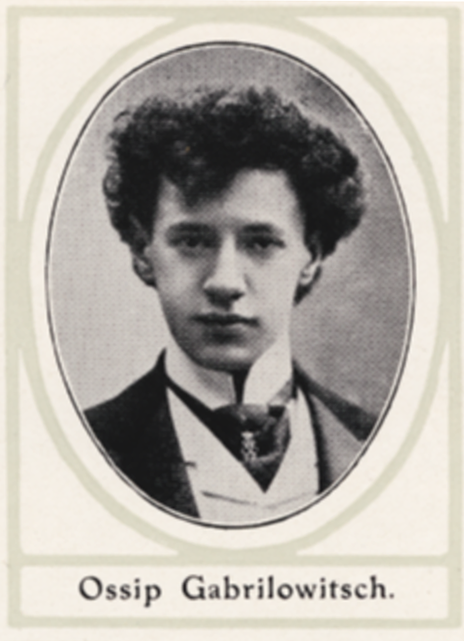
Osip Gabrilovitj, omkring 1906.

Osip Salomonovitj Gabrilovitj, född 26 januari 1878, död 14 september 1936, var en rysk pianist och dirigent.
Gabrilovitj var elev vid Petersburgkonservatoriet där han studerade för Anton Rubinstein, Anatolij Ljadov och Aleksandr Glazunov. Han studerade därefter i Wien under Theodor Leschetizky och gav konserter i Europa. Från 1910 var han bosatt i München, tills han 1914 utvandrade till USA, där han 1917 blev dirigent för symfoniorkestern i Detroit. Gabrilovitj var som pianist särskilt känd som Chopintolkare.